# فيلهلم فالي
كان فيلهلم فالي (25 سبتمبر 1897 - 6 يونيو 1944) أول جنرال ألماني يُقتل أثناء إنزال النورماندي في فرنسا وكان قائد فرقة المشاة 91.
تمت ترقيته إلى اللواء (جنرال مايجور) في ديسمبر 1943، ولفتنانت جنرال (جينيرال لوتنانت) في مايو 1944، كما شغل العديد من القيادات قبل تعيينه قائدًا لقوات فرقة المشاة 91 في أبريل 1944. كان فالي أول جنرال ألماني يشارك في عمليات الإنزال خلال إنزال النورماندي. في D-Day، كان فالي عائدًا من رين، حيث نظمت القيادة العليا الألمانية لعبة حرب، إلى مقر الفرقة التابع له في Picauville. قُتل فالي في كمين نفذه جنود مظليون من الفرقة 82 المحمولة جوًا، على الطريق الريفي خارج الجدار الخلفي لمقر فرقة المشاة الألمانية 91، شاتو دو بيرنافيل، في بيكوفيل، جنوب غرب سان-مير-إليز بنورماندي.

## جوائز
- وسام الفارس الصليبي الحديدي في 26 نوفمبر 1941 بصفته أوبرسلوبمينت وقائد فوج المشاة الرابع[2]

### اقتباسات
1. 1 2  TracesOfWar | Wilhelm Falley، QID:Q98839586
2. ↑  Scherzer 2007, p. 302.

### قائمة المراجع
- D-Day 1944 - Voices from Normandy, Robert Neillands and Roderick de Normann, Cold Spring Press, New York, 2004 (ردمك 1-59360-012-7).
- Scherzers, Veit (2007). Die Ritterkreuzträger 1939–1945 Die Inhaber des Ritterkreuzes des Eisernen Kreuzes 1939 von Heer, Luftwaffe, Kriegsmarine, Waffen-SS, Volkssturm sowie mit Deutschland verbündeter Streitkräfte nach den Unterlagen des Bundesarchives [The Knight's Cross Bearers 1939–1945 The Holders of the Knight's Cross of the Iron Cross 1939 by Army, Air Force, Navy, Waffen-SS, Volkssturm and Allied Forces with Germany According to the Documents of the Federal Archives] (بالألمانية). Jena, Germany: Scherzers Militaer-Verlag. ISBN:978-3-938845-17-2.